# British Standards Institution

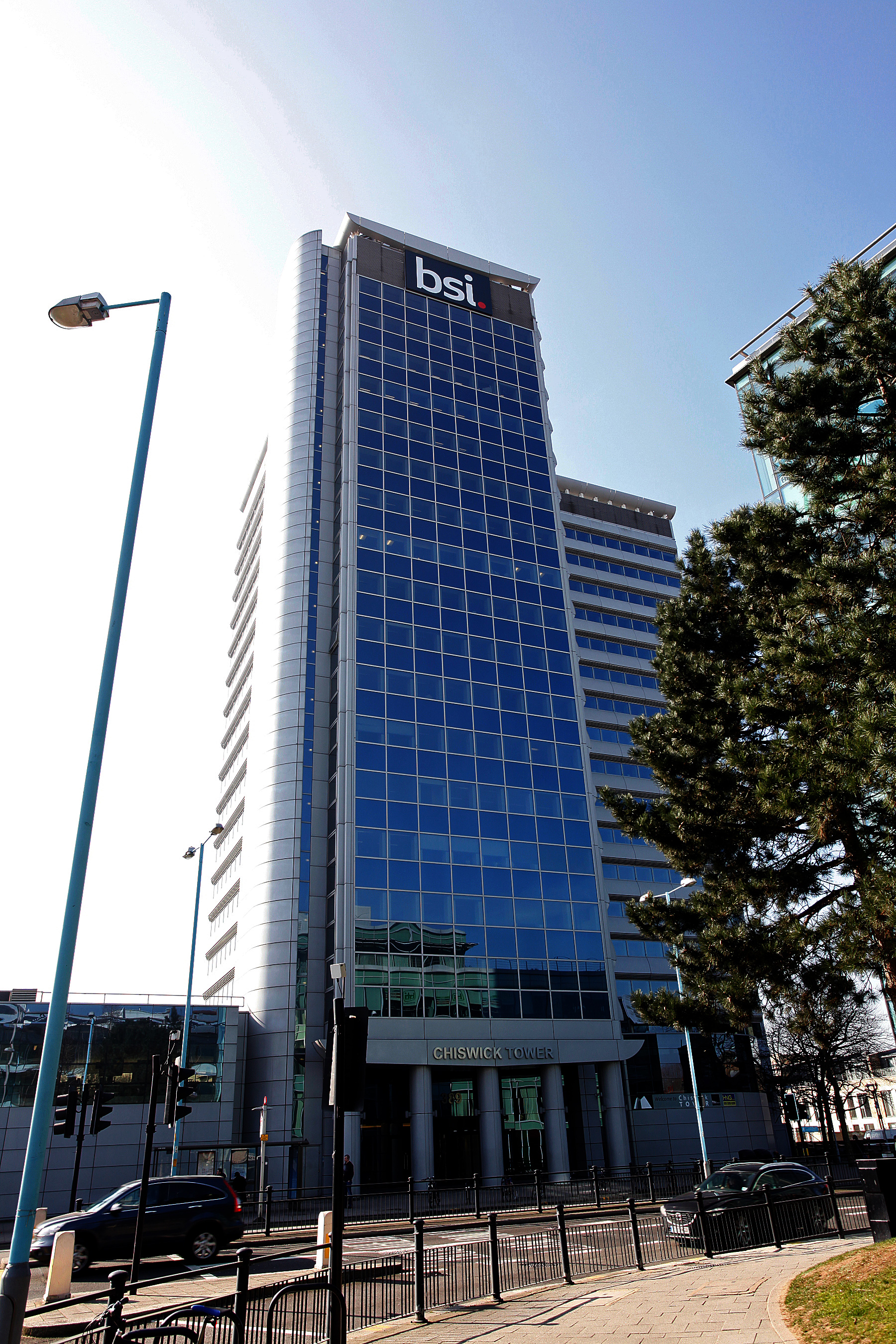
Sede di BSI a Londra

La British Standards Institution (o Gruppo BSI o BSI) è un'organizzazione britannica di standardizzazione.
È membro dell'Organizzazione internazionale per la normazione (ISO) e dell'Istituto europeo per le norme di telecomunicazione (ETSI).

## Storia
Fondato nel 1901 in Inghilterra come primo ente di normazione al mondo, il Gruppo BSI ha attualmente circa 80.000 clienti ed è presente in 120 Paesi.
La prima serie di norme ISO 9000 è stata sviluppata sulla base dello standard BSI, BS 5750, pubblicato per la prima volta nel 1979. 
Nel 2008 BSI è stato tra i primi enti ad ottenere l'accreditamento globale per la certificazione secondo lo standard BS 25999 sulla business continuity e ha rilasciato il primo certificato al mondo sulla stessa norma.

## Caratteristiche
L'azienda è stato dichiarata Business Superbrand nel Regno Unito dal 2003 al 2009. 
BSI ha realizzato la OHSAS 18001 (Occupational Health and Safety Assessment Series). Anche se non è una vera norma internazionale (essendo uno standard britannico), dato che non è un documento ISO essendo un British Standard (BS), è stata riconosciuta per molto tempo, a livello internazionale, per la certificazione dei sistemi di gestione della salute e della sicurezza dei lavoratori nei luoghi di lavoro. La OHSAS 18001 è stata ritirata nel 2021, sostituita dalla ISO 45001.
Le principali attività offerte dal Gruppo BSI includono:
- Sviluppo e vendita di standard a livello nazionale e internazionale, oltre alle relative informazioni di supporto.
- Erogazione di servizi di valutazione e certificazione di terza parte di sistemi di gestione.
- Prove e certificazione di prodotti e servizi destinati all'industria e al consumatore finale.
- Organizzazione di corsi di formazione e seminari, finalizzati all'acquisizione di informazioni e conoscenze su norme, sistemi di gestione, miglioramento aziendale, processi di approvazione e commercio internazionale.